# Belém
Cet article possède des paronymes, voir Belem, Belén, Bethléem et Bethlehem.
Pour les articles homonymes, voir Belém (homonymie).
Belém est une ville de l'estuaire des fleuves Tocantins et Pará, dans le Nord du Brésil, et la capitale de l'État du Pará. C'est un port industriel situé à une centaine de kilomètres de l'océan Atlantique. La ville est située sur la rive droite du rio Guamá qui, tout en faisant partie du système hydrographique de l'Amazone, est séparé de la plus grande partie du delta de l'Amazone par l'île de Marajó.
Fondée en 1616, Belém est alors la première colonie européenne sur l'Amazone. Elle n'est intégrée à la nation brésilienne qu'en 1715. La ville compte actuellement environ 1,4 million d'habitants, deuxième agglomération du Nord du Brésil après Manaus. La ville est aussi connue comme la « Cité des Manguiers » (Cidade das Mangueiras en portugais), cette espèce  d'arbre étant très répandue dans les rues de la cité.
Belém est le nom en portugais de Bethléem, ville de Cisjordanie où serait né Jésus de Nazareth. Les Brésiliens se réfèrent souvent à la ville par le nom de Belém do Pará (Belém du Pará) plutôt que seulement Belém. Il s'agit pour eux de différencier d'une part Belém de Bethléem et d'autre part de différencier Belém situé dans l'État du Pará des autres villes du pays portant le nom de Belém.

## Histoire
La région où se situe la ville actuelle de Belém était à l'origine peuplée par des Indiens Tupinamba.
Belém est fondée le 12 janvier 1616 par le capitaine Francisco Caldeira Castelo Branco, envoyé par la couronne portugaise pour défendre le territoire contre les tentatives étrangères de conquêtes, notamment françaises, néerlandaises et anglaises. Il y érige un fort, le Forte do Presépio, aussi appelé Forte do Castelo. La communauté qui s'implante à proximité du fort est initialement appelée Feliz Lusitânia. Elle est par la suite successivement dénommée Santa Maria do Grão Pará, Santa Maria de Belém do Grão Pará jusqu'à l'appellation actuelle de Belém.
À cette période, à côté d'une activité de collectes de plantes appelées drogues du Sertão, l'économie repose sur l'agriculture de subsistance complétée par de petites activités d'élevage et de pêche. Cette dernière est surtout pratiquée par de petits exploitants implantés sur les îles de Marajó et de Vigia.
Assez éloignée des centres décisionnels des régions Nordeste et Sudeste du pays, et entretenant des liens étroits avec la couronne portugaise, Belém ne reconnait l'indépendance du Brésil que le 15 août 1823, soit près d'un an après sa proclamation.
Entre les années 1835 et 1840, la commune est le théâtre de la Révolte du Cabanagem, considérée comme la plus populaire de l'histoire du Brésil et la seule pendant laquelle la population a déposé effectivement le gouvernement local. Belém reçoit plus tard par Pierre II du Brésil le titre de commune impériale (Imperial Município en portugais).
Avec la croissance forte de la production de caoutchouc, extrait de l'hévéa commence pour la ville le cycle ou ère du caoutchouc entre la fin du XIXe siècle et le début du XXe siècle, période à laquelle Belém acquiert une grande importance commerciale. C'est de cette époque que datent des monuments comme le Palácio Lauro Sodré, le Colégio Gentil Bittencourt, le Teatro da Paz (1878) ou encore le Palácio Antônio Lemos et le marché Ver-o-Peso.
Cette dynamique engendre également une forte vague d'immigration en particulier d'origine portugaise, chinoise, française, japonaise et espagnole et d'autres minorités. Ces populations ont par exemple permis le développement agricole de la zone de Bragantina.
Le district de la capitale avec comme centre Belém inclut également les communes (municípios) d'Acará, d'Ourém et de Guamá (pt). Quinze freguesias complètent le découpage administratif de la ville.
Il est à noter qu'à cette époque les populations indiennes prennent directement part à l'économie locale mais est déjà concentrées dans des zones éloignées des centres urbains avant d'entrer en conflits pour de multiples raisons avec les populations coloniales.
Parallèlement le commerce des esclaves connait une forte croissante et apparaît la figure du caboclo alors que le métissage se développe.
En 2009, Bélem accueille le Forum social mondial.
La conférence de Belém de 2025 sur les changements climatiques, ou COP 30, est une conférence internationale organisée par l'Organisation des Nations unies qui se déroulera du 10 au 21 novembre 2025 à Belém.

## Géographie
Belém se situe par une latitude de 01° 27' 21" sud et par une longitude de 48° 30' 14" ouest, à une altitude de 10 mètres.
Sa population s'élevait à 1 408 847 habitants au recensement de 2007. La municipalité s'étend sur 1 065 km2.
La ville de Belém, capitale de l'état du Pará, est située dans la baie de Guajará sur l'estuaire du rio Tocantins et du rio Pará. La ville compte 55 îlots dont la plupart sont sauvages et inhabités. Les deux îles principales sont Mosqueiro et Caratateua qui sont bordées de nombreuses plages d'eau douce qui accueillent de très nombreux visiteurs en été. Sur l'île de Tatuoca se trouve une des rares stations géophysiques d'Amérique du Sud.
Belém a un climat équatorial, sans saison sèche.
| Tableau climatique Belém - Pará | Tableau climatique Belém - Pará | Tableau climatique Belém - Pará | Tableau climatique Belém - Pará | Tableau climatique Belém - Pará | Tableau climatique Belém - Pará | Tableau climatique Belém - Pará | Tableau climatique Belém - Pará | Tableau climatique Belém - Pará | Tableau climatique Belém - Pará | Tableau climatique Belém - Pará | Tableau climatique Belém - Pará | Tableau climatique Belém - Pará | Tableau climatique Belém - Pará | Tableau climatique Belém - Pará |
| Températures                    | Températures                    | Températures                    | Températures                    | Températures                    | Températures                    | Températures                    | Températures                    | Températures                    | Températures                    | Températures                    | Températures                    | Températures                    | Températures                    | Températures                    |
| mois                            | janv                            | fév                             | mars                            | avril                           | mai                             | juin                            | juil                            | août                            | sept                            | oct                             | nov                             | dec                             |                                 | Températures                    |
| ------------------------------- | ------------------------------- | ------------------------------- | ------------------------------- | ------------------------------- | ------------------------------- | ------------------------------- | ------------------------------- | ------------------------------- | ------------------------------- | ------------------------------- | ------------------------------- | ------------------------------- | ------------------------------- | ------------------------------- |
| Températures maxima °C          | 30,9 °C                         | 30,5 °C                         | 30,4 °C                         | 30,8 °C                         | 31,3 °C                         | 31,7 °C                         | 31,7 °C                         | 32,1 °C                         | 32,1 °C                         | 32,2 °C                         | 32,3 °C                         | 31,9 °C                         |                                 | 31,4 °C                         |
| Températures minima °C          | 22,1 °C                         | 22,2 °C                         | 22,4 °C                         | 21,8 °C                         | 22,6 °C                         | 22,1 °C                         | 21,7 °C                         | 21,7 °C                         | 21,7 °C                         | 21,6 °C                         | 21,9 °C                         | 22 °C                           |                                 | 21,9 °C                         |
| Précipitations                  |                                 |                                 |                                 |                                 |                                 |                                 |                                 |                                 |                                 |                                 |                                 |                                 |                                 |                                 |
| mois                            | janv                            | févr                            | mars                            | avril                           | mai                             | juin                            | juil                            | août                            | sep                             | oct                             | nov                             | dec                             |                                 | Total                           |
| Total mm                        | 366                             | 417                             | 436                             | 360                             | 304                             | 140                             | 152                             | 131                             | 140                             | 116                             | 111                             | 216                             |                                 | 2889                            |
| Fonte: Tempo Agora              |                                 |                                 |                                 |                                 |                                 |                                 |                                 |                                 |                                 |                                 |                                 |                                 |                                 |                                 |

### Districts
- Icoaraci

## Démographie
Selon le IBGE la région métropolitaine de Belém compte 2 079 699 habitants en 2012. Sa densité est de 1 337,2 habitants par km2. La répartition de la population selon le PNAD se fait comme suit : 64 % de métis, 27,5 % de Blancs, 7,3 % de Noirs, 0,7 % d'Asiatiques et d'Amérindiens.
Évolution de la population- IBGE :

## Tourisme
- Culture et tourisme de Belém (Pará) (pt)
- Musée du Pará Emílio-Goeldi, histoire naturelle et ethnographie (amazonienne)

### Bioparc Amazonie
Situé dans le quartier du Tenoné, à moins de 15 km du centre de Belém, le Bioparque Amazônia (ou Crocodilo Safari Zoo) était un parc privé de 82 ha présentant faune et flore amazonienne. Il comportait 23 km de sentiers à travers quatre écosystèmes, plus de 50 000 animaux sauvages , une grande variété de plantes , et un musée de paléontologie et malacologie . Créé en 1989, ce parc aurait fermé avant 2019[réf. nécessaire].

## Jumelages
- Campinas (Brésil) depuis 2003
- Manaus (Brésil) depuis 2004
- Goiânia (Brésil) depuis 2006
- Aveiro (Portugal) depuis 2007
- Fort-de-France (France) depuis 2011
- Bethléem (Palestine) depuis 2012
- Nanyang (Chine) depuis 2012

## Personnalités
- Hélio Gracie (1913-2009), pratiquant de jiu-jitsu, créateur du jiu jitsu brésilien
- Guilherme Paraense (1884-1968), premier médaillé olympique du Brésil
- Pará (né en 1973), joueur de beach volley brésilien, champion du monde.
- Lyoto Machida (né en 1978), pratiquant d’arts martiaux mixtes
- Myke Carvalho (né en 1983), boxeur brésilien, champion sud-américain
- Yago Pikachu (né en 1992), footballeur
- Ganso (né en 1989), footballeur
- Giovanni (né en 1972), footballeur

### Notes et références

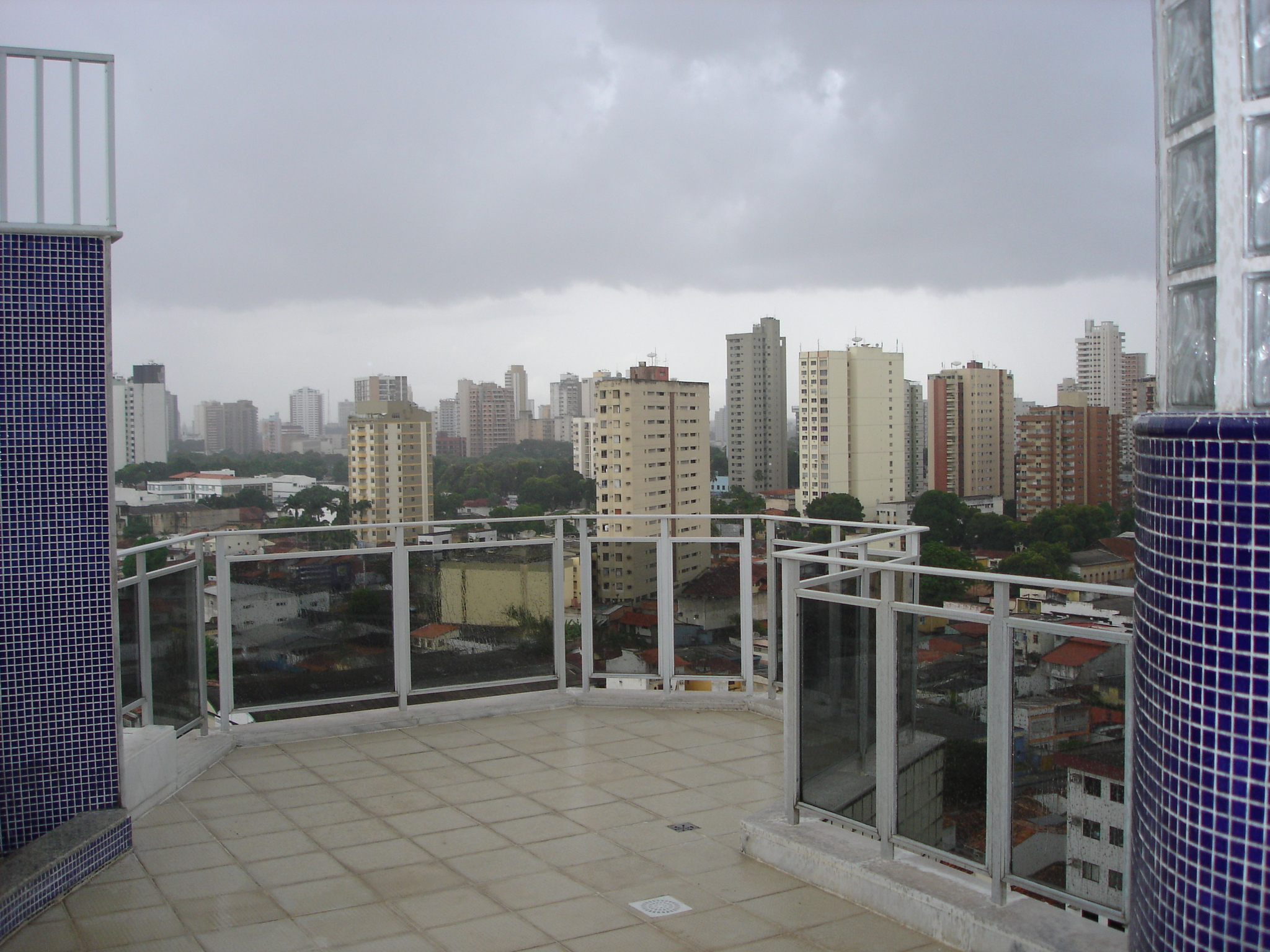
Vue de Bélem
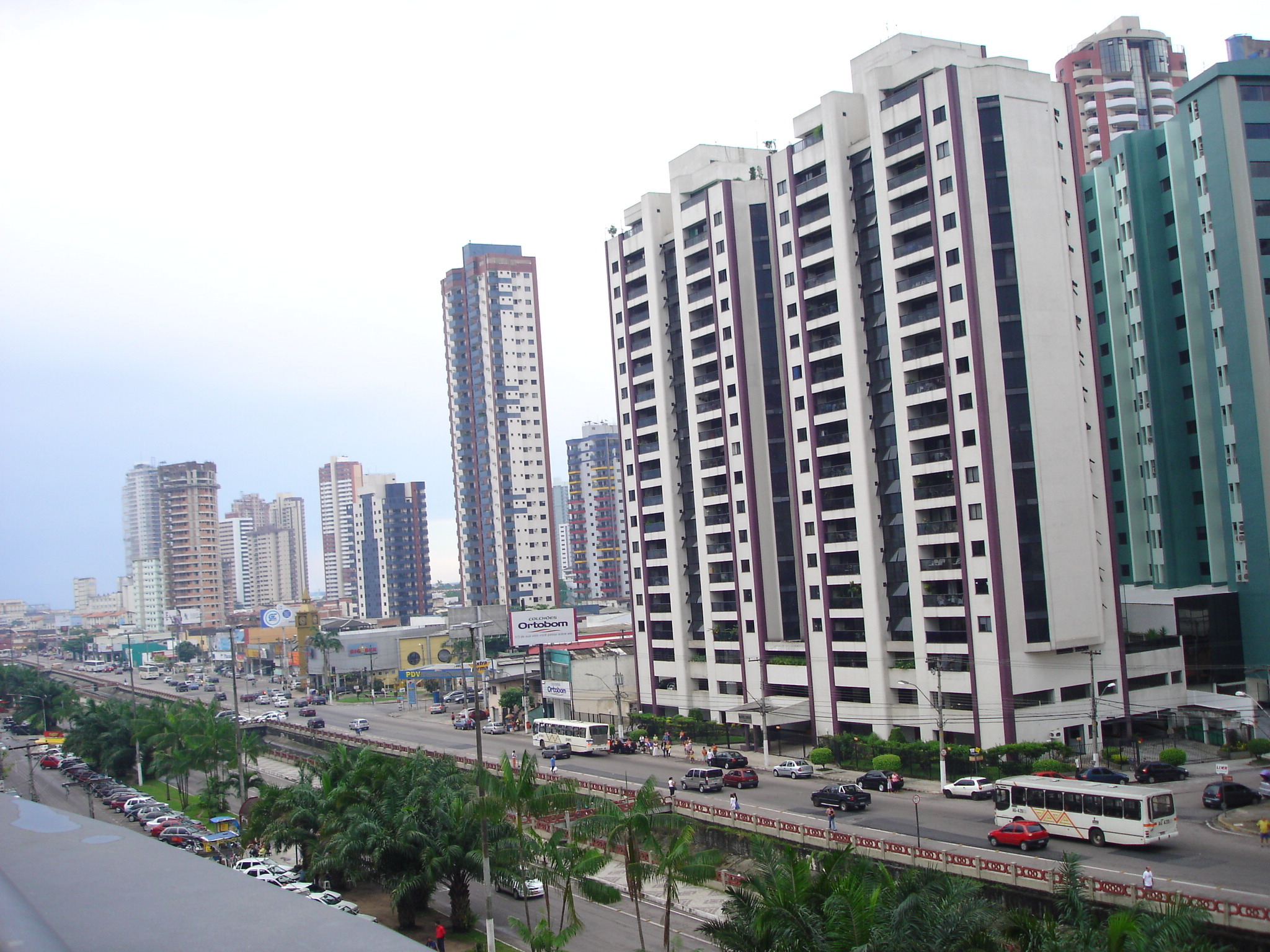
Autre vue
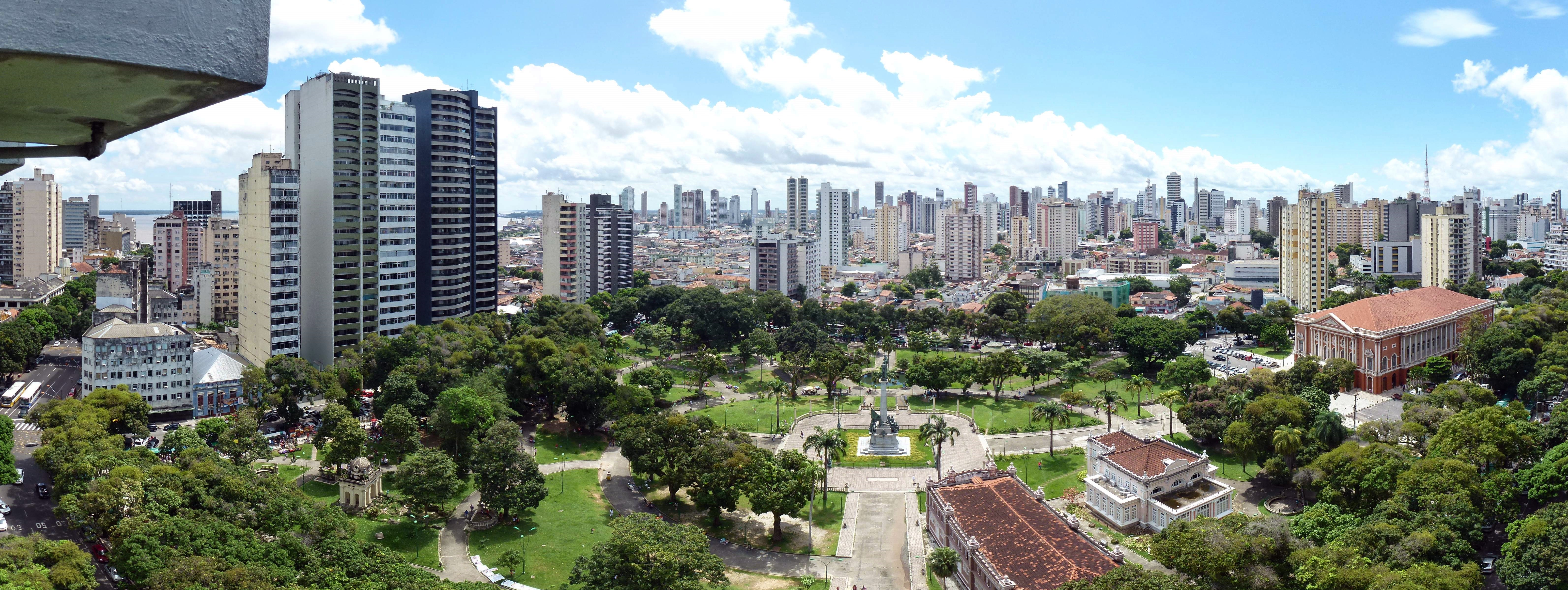
Praça da República